# Primeira Guerra Sino-Japonesa
A Primeira Guerra Sino-Japonesa (1894-1895) foi um conflito entre o Japão e a China, fundamentalmente pelo controle da Coreia. Em chinês, para distingui-la da Segunda Guerra Sino-Japonesa, é conhecida como "Guerra Jiawu" (甲午戰爭), já que ocorreu no ano chinês que leva esse nome.
Em Março de 1895, os dois países assinaram o tratado de Shimonoseki e a China aceitou a cessão de Taiwan, das Ilhas Pescadores e de Liaodong ao Japão.
No entanto, nesse mesmo ano, a Rússia, que via a expansão de Japão como um perigo aos seus interesses geopolíticos na zona, apoiada pela França e o Reino Unido, pressionaram o governo japonês para que amistosamente reconsiderasse as vantagens obtidas pelo Tratado de Shimonoseki.
O Japão, que era incapaz de enfrentar-se com a Rússia, cedeu e teve de renunciar aos direitos adquiridos sobre a península de Liaodong e a sua cobiçada praça estratégica de Port Arthur. Este fato, pese a conservação do resto dos ganhos territoriais e a influência sobre a Coreia fez com que os japoneses pensassem duas vezes antes de agir por conta própria.

## Antecedentes
Diferentemente dos demais vizinhos da China, o Japão cultivava uma forte tradição de isolamento. O distanciamento do continente dificultava contatos com estrangeiros e propiciou uma grande homogeneidade étnica e linguística naquele país. A ideologia oficial enfatizava uma suposta ancestralidade divina do povo japonês, que teria uma identidade única. Em ambos os países, o Imperador era uma espécie de divindadeː na China, os Imperadores eram os "Filhos do Céu", que tinham, portanto, um "Mandato Celestial". No Japão, eles seriam descendentes diretos da Deusa Sol. Até meados do Século XIX, o comércio do Japão com estrangeiros era restrito aos portos nas Ilhas Ryukyu (atualmente denominada Okinawa e ilhas menores vizinhas). Ambos os países foram forçados a sair do isolamento por pressão das potências ocidentaisː a China a partir da Guerra do Ópio, em 1839; e o Japão, a partir da chegada do comodoro Matthew Calbraith Perry, que pôs fim ao isolamento japonês.
Diferentemente da China, o Japão buscou o desenvolvimento tecnológico e renovou suas instituições. Em 1868, o Imperador Meiji declarou que o conhecimento deveria ser buscado no mundo todo.

Nos anos seguintes, com a Restauração Meiji de 1868 e a queda do Shogunato, o Japão transformou-se de uma sociedade feudal para um estado industrial moderno. O Japão havia enviado delegações e estudantes a todo o mundo, a fim de aprender e assimilar as artes e as ciências ocidentais, o que foi feito não só para evitar que o Japão caísse sob dominação estrangeira, mas também para permitir que o Japão competisse em igualdade com as potências ocidentais.
Em 1874, um navio japonês naufragou na costa sudeste de Taiwan e uma tribo local matou os marinheiros. O China rejeitou o pedido de indenização feito pelo Japão alegando que se tratava de uma tribo bárbara que não se sujeitava ao Imperador. O Japão então lançou uma expedição punitiva contra a ilha que a China não foi capaz de conter, e acabou sendo forçada a pagar a indenização.

### Conflito sobre a Coreia

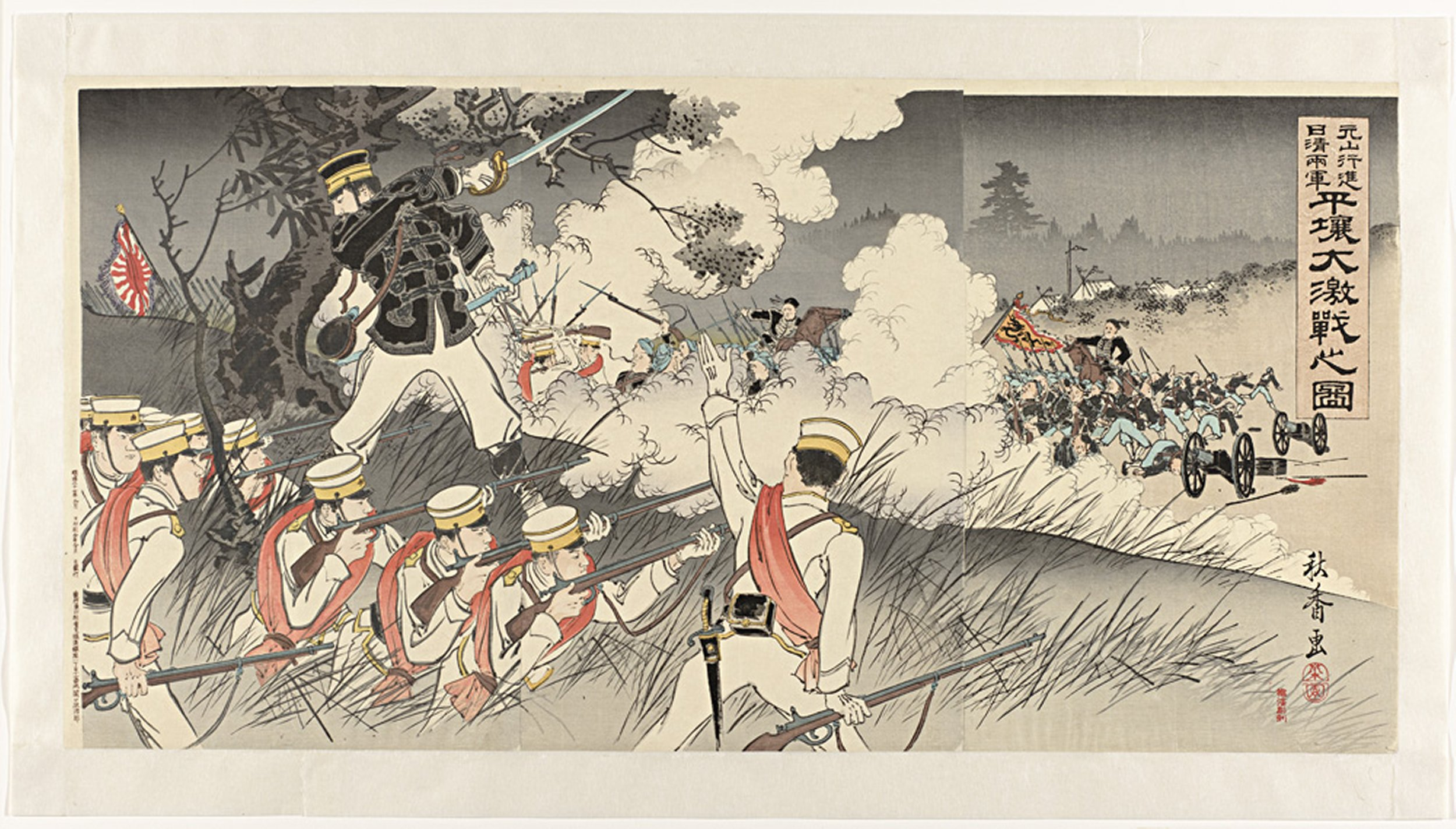
Os soldados Genzan avançando em direção a Pyongyang e a feroz batalha entre as forças japonesas e chinesas, 1894

A Coreia havia sido, tradicionalmente, um Estado tributário e continuou a sê-lo sob a influência da dinastia Qing na China, que exerceu grande influência sobre a Dinastia Joseon. No Século XIX a Coreia ainda era um Estado vassalo do Império Chinês, portanto, os reis coreanos, regularmente, enviavam tributos para Pequim. Além disso o confucionismo fazia parte de sua cultura e caracteres chineses também eram empregados na Coreia. Nas décadas de 1870 e 1880, o Japão e a China se envolveram em uma série de disputas pela influência da realeza em Seul. A opinião pública na Coreia estava dividida; conservadores queriam manter a tradicional relação subserviente com a China, enquanto os reformistas queriam estabelecer laços com o Japão e as nações ocidentais. Depois de duas Guerras do Ópio contra o Império Britânico e a Guerra Sino-Francesa, a China tornou-se fraca e foi incapaz de resistir a intervenção política e invasão territorial por parte das potências ocidentais. O Japão viu isso como uma oportunidade para substituir a influência chinesa na Coreia com a sua própria.
Como um país recém-emergente, o Japão voltou sua atenção para a Coreia. A fim de proteger seus próprios interesses e à segurança, o Japão queria anexar a Coreia antes que outro país o fizesse, ou pelo menos garantir a efetiva independência da Coreia, através do desenvolvimento dos seus recursos e reformar a sua administração. O conselheiro prussiano Klemens Meckel declarou ao exército Meiji que a Coreia era "um punhal apontado ao coração do Japão". O Japão sentiu que um outro poder com presença militar na península coreana seria prejudicial para a segurança nacional japonesa, e assim, o Japão resolveu acabar com séculos de soberania chinesa sobre a Coreia. Além disso, o Japão percebeu que tendo acesso a Coreia teriam carvão e minérios de ferro para a crescente base industrial do Japão.
Em 27 de fevereiro de 1876, após alguns incidentes e confrontos envolvendo isolacionistas coreanos e os japoneses, o Japão impôs o Tratado de Ganghwa na Coreia, obrigando a Coreia a abrir comércio com o Japão e aos estrangeiros, para proclamar sua independência da China, em suas relações externas.
Para reduzir a influência japonesa, a China recomendou que a Coreia fizesse laços com as potências ocidentais, especialmente com os Estados Unidos da América. Em outubro de 1879, Li Hongzhang, um importante diplomata chinês, mandou uma correspondência para um representante do governo coreano, na qual disse que:
| “ | O Senhor poderia dizer que o meio mais simples para evitar problemas seria se fechar e ficar em paz. Infelizmente, no que diz respeito ao Oriente, isso não é possível. Não existe intervenção humana capaz de pôr um freio no movimento expansionista do Japão: acaso seu governo não foi obrigado a inaugurar uma nova era firmando um Tratado de Comércio com eles? Do modo como estão as coisas, portanto, não é nosso melhor curso de ação neutralizar um veneno com outro, jogar uma energia contra a outra? | ” |

Segundo Li, os inimigos mais perigosos seriam o Império do Japão e o Império Russo, que buscavam ganhos territoriais, ainda que o comércio com o ocidente trouxesse influências corruptas como o ópio e o cristianismo.

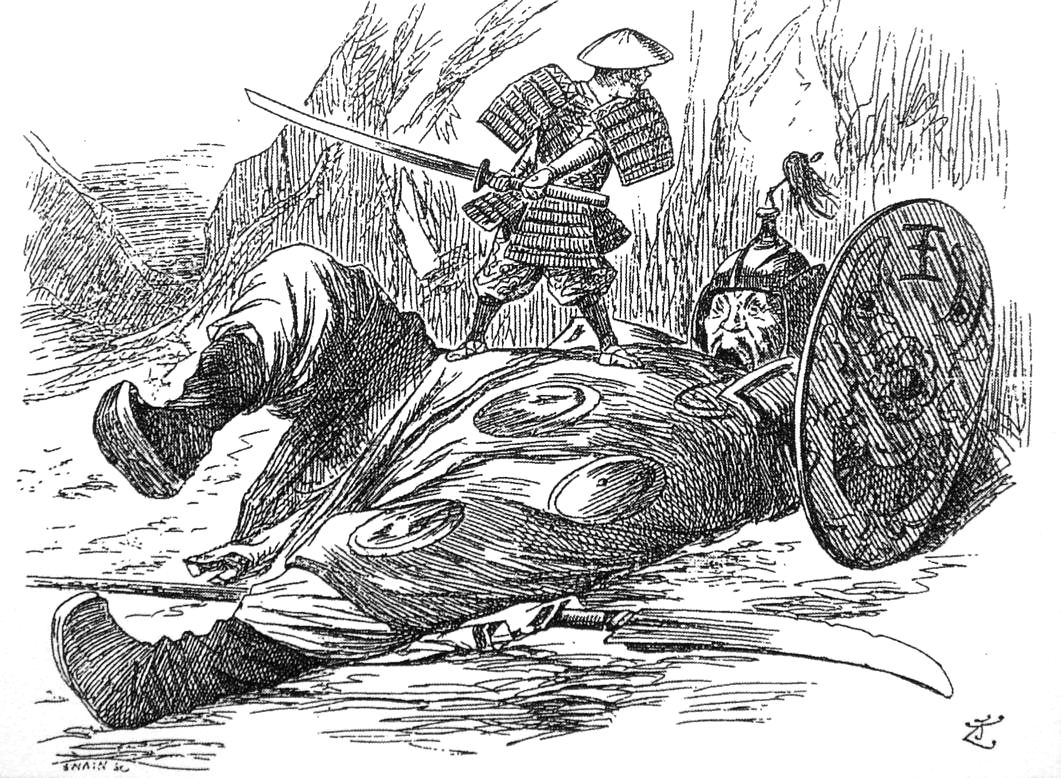
Desenho satírico da Punch Magazine (29 de setembro 1894), mostrando a vitória do "pequeno" Japão sobre a "grande" China.

### Crise de 1882
Em 1882, a península coreana sofreu uma grave seca que levou à escassez de alimentos, causando muito sofrimento e discórdia entre a população. A Coreia estava à beira da falência e o governo não foi capaz de pagar as suas dívidas, em especial para seus militares. Houve profundo ressentimento entre os soldados do exército coreano que não haviam sido pagos havia meses. Em 23 de julho, um motim militar e um tumulto eclodiu em Seul, as tropas, ajudadas pela população, saquearam os celeiros de arroz lá. Na manhã seguinte, o palácio real e quartéis foram atacados. A multidão, em seguida, tentou atacar a delegação japonesa. O pessoal da delegação japonesa conseguiu fugir para Jemulpo e depois Nagasaki, através do navio de pesquisa britânico Flying Fish.
Em resposta, os japoneses enviaram quatro navios de guerra e um batalhão de soldados para Seul para salvaguardar os interesses japoneses e exigir reparações. Os chineses também mobilizaram 4 500 soldados para combater os japoneses. As tensões diminuíram porém com o Tratado de Jemulpo, que foi assinado na noite de 30 de agosto de 1882 e que especificava que os conspiradores envolvidos seriam punidos e 50 000 ienes seriam pagos às famílias de japoneses mortos. O governo japonês também iria receber 500 000 ienes, um pedido formal de desculpas, e autorização para construir um quartel e tropas estacionadas em sua delegação diplomática em Seul.

### Golpe de Gapsin
Em 1884, um grupo de reformistas pró-japoneses momentaneamente derrubou o governo pró-conservador chinês coreano em um sangrento golpe de Estado. No entanto, a facção pró-chinesa, com a ajuda das tropas do general chinês Yuan Shikai, conseguiu recuperar o controle com um contra-golpe igualmente sangrento que resultou não só com a morte de um certo número de reformistas, mas também na queima da embaixada japonesa e as mortes de vários guardas da embaixada e cidadãos no processo. Isso causou um incidente entre o Japão e a China, mas acabou por ser resolvido pela Convenção Sino-Japonesa de Tientsin de 1885 em que os dois lados concordaram em retirar as suas forças da Coreia, simultaneamente, não enviar instrutores militares para a formação de militares coreanos, e notificar o outro lado de antemão que uma decisão de enviar tropas para a Coreia. Os japoneses, no entanto, foram frustrados por repetidas tentativas chinesas para minar a sua influência na Coreia.

### Incidente de Nagasaki(長崎事件,Nagasaki Jiken)
Em 1 de agosto de 1886, quatro navios da marinha chinesa atracaram para reparos no porto de Nagasaki. Em 13 de agosto, cerca de 500 marinheiros da dinastia Qing desembarcaram em terra firme. Eles se dirigiram a locais como o distrito da luz vermelha, destruíram instalações, causado problemas por meio de atos violentos. A cidade de Nagasaki foi cercada e começaram a invadir lojas e saqueá-las. Bêbados, começaram a perseguir mulheres e crianças, causando ultrajes. Os policiais do Departamento de Polícia de Nagasaki foram acionados para deter os marinheiros, logo os policiais e marinheiros da dinastia Qing começaram a lutar em batalhas de espada dentro da cidade. Houve pelo menos 80 mortes em ambos os lados e os marinheiros foram presos. Os marinheiros utilizaram katanas compradas em lojas de antiguidades. Como resultado, surgiu um sentimento de inquietação.
Em 14 de agosto, em uma conferência entre o governador de Nagasaki, Yoshio Kusaka, e o cônsul Qing, Xuan Cai, foi determinada a proibição de marinheiros desembarcarem em terra em grupos. Concordou-se que, quando os marinheiros desembarcassem em terra, eles seriam supervisionados por um oficial. Em 15 de agosto, contrariando o acordo do dia anterior, por volta das 13h00 horas, cerca de 300 marinheiros desembarcaram em terra. Vários marinheiros Qing começaram a urinar em um posto policial. Quando 3 policiais foram avistados se iniciou um espancamento por cerca de 300 marinheiros da marinha Qing, resultando em uma morte. Um motorista japonês de um riquixá que viu a cena ficou indignado com isso e tentou dar um soco em um dos marinheiros. Ao fazer isso, se iniciou uma confusão entre marinheiros, civis e policiais. Novamente, várias pessoas morreram e ficaram feridas de ambas as partes.

#### Efeitos do incidente
O incidente motivou o agravamento nas relações entre os governos. O governo japonês exigiu um pedido de desculpas, mas a China, como detinha a maior e mais moderna marinha da Ásia, recusou se desculpar.

### Caso Kim Ok-Kyun
Em 28 de março de 1894, um revolucionário coreano pró-japonês, Kim Ok-kyun, foi assassinado em Xangai, supostamente por agentes de Yuan Shikai. Seu corpo foi levado a bordo de um navio de guerra chinês e enviado de volta à Coreia, onde supostamente foi esquartejado e exibido como um aviso para outros rebeldes. O governo japonês tomou isso como uma afronta direta. A situação tornou-se cada vez mais tensa no final do ano quando o governo chinês, a pedido do imperador coreano, enviou tropas para ajudar na repressão da rebelião Donghak. O governo chinês informou o governo japonês a sua decisão de enviar tropas para a península coreana, em conformidade com a Convenção de Tianjin e enviou Yuan Shikai como seu plenipotenciário no comando de 2 800 soldados. O Japão respondeu que eles consideravam que essa ação foi uma violação da Convenção e enviou sua própria força expedicionária (a Brigada de Oshima) composta de 8 000 soldados para a Coreia. A força japonesa, posteriormente, capturou o imperador, ocupou o Palácio Real, em Seul, em 8 de Junho de 1894, e substituiu o governo com os membros da facção pró-japonesa. Embora as tropas chinesas já estivessem deixando a Coreia, encontrando-se indesejados lá, o novo governo coreano pró-japonês concedeu ao Japão o direito de expulsar as tropas chinesas com força, enquanto o Japão enviava mais soldados para a Coreia. A legitimidade do novo governo foi rejeitada pela China e o cenário foi assim definido pelo conflito.

## Situação militar antes do conflito

### Japão
As Reformas do Japão, sob o imperador Meiji deram prioridade importante para a construção naval, a criação de um exército nacional eficaz e da marinha. O Japão enviou inúmeros funcionários militares ao exterior para formação, para avaliação dos pontos fortes e as táticas dos exércitos europeus e marinhas.

### A Marinha Imperial Japonesa

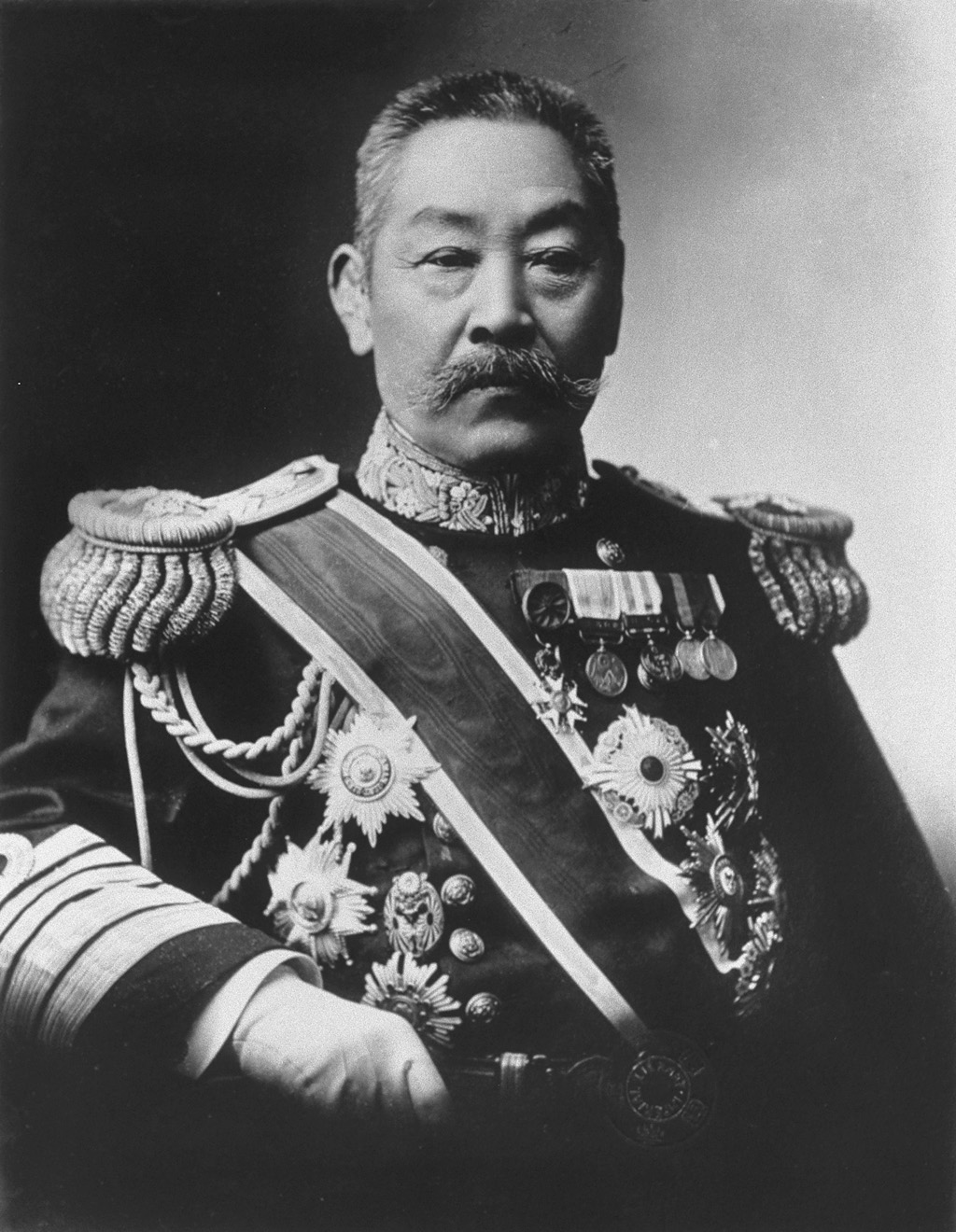
Ito Sukeyuki

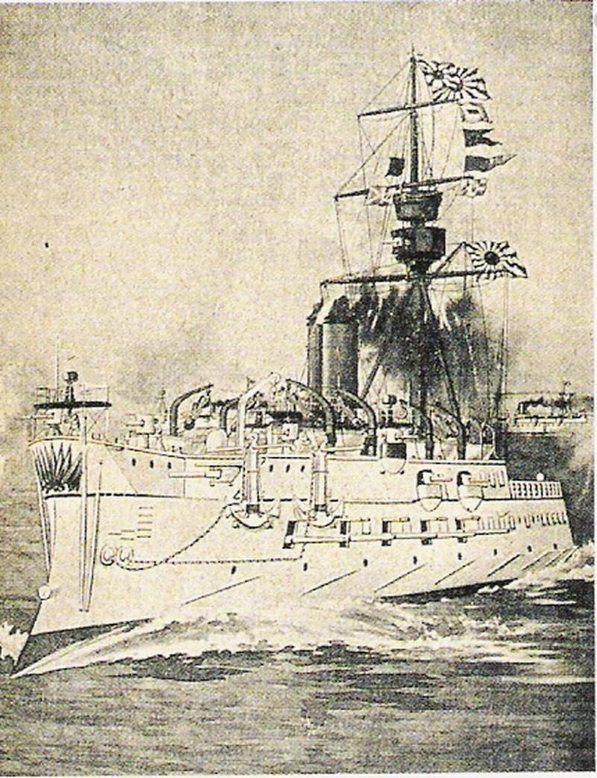
O encouraçado Matsushima, construído pela França e montado no Japão, carro-chefe da Marinha Imperial Japonesa durante o conflito sino-japonês.

A Marinha Imperial Japonesa foi modelada com base na Royal British Navy, que na época era a principal potência naval do mundo. Conselheiros britânicos foram enviados ao Japão para treinar, aconselhar e educar a marinha japonesa, enquanto estudantes foram enviados para o Reino Unido a fim de estudar e observar a Royal Navy. Através de introspecção e de cursos ministrados por instrutores da Marinha Real Britânica, o Japão foi capaz de possuir uma marinha hábil nas artes do tiro e marinharia.
No início das hostilidades, a Marinha Imperial Japonesa tinha uma frota (apesar da falta de navios de guerra) de 12 navios de guerra modernos (Izumi sendo adicionados durante a guerra), uma fragata (Takao), 22 torpedeiros e vários navios auxiliares, além de navios mercantes convertidos para cruzadores de guerra.
O Japão ainda não tinha os recursos para aquisição de navios de guerra e, assim, planejava empregar os "Jeune École" (escola jovem), doutrina que favorecia pequenos navios de guerras rápidos, especialmente cruzadores e torpedeiros, contra unidades maiores.
Muitos dos principais navios de guerra do Japão, foram construídos nos estaleiros britânicos e franceses (oito britânicos, três franceses e dois de fabricação japonesa), sendo que 16 torpedeiros ficaram conhecidos por terem sido construídos na França e montados no Japão.

### O Exército Imperial Japonês
O governo da era Meiji, primeiro, modelou o exército com base no exército francês. Assessores franceses tinham sido enviados para o Japão com duas missões militares em 1872-1880 e 1884. Estas eram a segunda e terceira missões, respectivamente, pois a primeira tinha sido no âmbito do xogunato. Conscrição nacional foi executada em 1873 e um exército em estilo ocidental foi criado; escolas militares e arsenais também foram construídos.
Em 1886, o Japão voltou-se para o exército alemão, utilizando especificamente o modelo da Prússia como base para o seu exército. Suas doutrinas e sistema de organização militar foram estudadas em detalhe e aprovada pelo exército imperial japonês. Em 1885, Jakob Meckel, um consultor alemão, implementou novas medidas, como a reorganização da estrutura de comando do exército em divisões e regimentos, o reforço da logística do exército, transportes e estruturas (aumentando assim a mobilidade) e a criação de artilharia e regimentos de engenharia com comandos independentes.
Na década de 1890, o Japão tinha, à sua disposição, um moderno, profissional e treinado exército de estilo ocidental, que foi relativamente bem equipado. Seus oficiais haviam estudado no exterior e foram bem educados em tática e estratégia. Até o início da guerra, o Exército Imperial Japonês tinha, em campo, uma força total de 120 000 homens em dois exércitos e cinco divisões.
| Exército Imperial Japonês Composição 1894-1895 |
| 1 exército japonês                             |
| 3a Divisão Provincial (Nagoya)                 |
| 5 Divisão Provincial (Hiroshima)               |
| 2 Exército japonês                             |
| 1a Divisão Provincial (Tóquio)                 |
| 2a Divisão Provincial (Sendai)                 |
| 6 Provincial Division (Kumamoto)               |
| Em Reserva                                     |
| 4a Divisão Provincial (Osaka)                  |
| Invasão de Formosa (Taiwan)                    |
| Divisão da Guarda Imperial                     |

### China
Embora a Força de Beiyang - Exército de Beiyang  e Marinha de Beiyang  - fosse mais bem equipada e simbolizasse a nova força militar da China, a corrupção era um problema sério. Políticos chineses, sistematicamente, desviavam fundos, mesmo durante a guerra. Como resultado, a frota de Beiyang não adquiriu quaisquer navios de guerra após a sua criação em 1888. A aquisição de munição parou em 1891, com o financiamento a ser desviado para a construção de um palácio de verão em Pequim. A logística foi um enorme problema, já que a construção de ferrovias na Manchúria havia sido desencorajada. O moral do exército chinês foi muito baixo, devido à falta de remuneração e prestígio, o uso de ópio e a falta de liderança que contribuíram para algumas retiradas vergonhosas, como o abandono de Weihawei.

### Exército de Beiyang
A Dinastia Qing da China não tinha um exército nacional, mas, após a Rebelião Taiping, foram criados exércitos Manchus, Mongóis, Huis (muçulmanos) e Hans, que foram, por sua vez, subdivididos em grande medida em comandos regionais independentes. Durante a guerra, a maioria dos confrontos foi feita pelo Exército Beiyang e a Frota de Beiyang; iniciativas de pedir ajuda a outros exércitos e marinhas chinesas foram completamente ignorados devido à rivalidade regional. O Huai e exércitos Anhwei compunham a maior parte do Exército Beiyang.

### Marinha de Beiyang
A Frota Beiyang foi uma das quatro marinhas modernizadas chinesas no final da dinastia Qing. As marinhas foram fortemente patrocinadas por Li Hongzhang, o vice-rei do Zhili. A Frota da Marinha Beiyang foi dominante na Ásia Oriental antes da primeira Guerra Sino-Japonesa. A Frota Beiyang foi dita ser a "Melhor na Ásia" e "A 8 º maior do mundo" durante o final dos anos 1880. No entanto, os navios não foram mantidos de forma adequada e a indisciplina era comum.

## Cronologia do início da Guerra
- 1 de junho de 1894: O Exército Rebelde Tonghak se move para Seul. O governo coreano pede ajuda do governo chinês para reprimir a rebelião.
- 6 de junho de 1894: O governo chinês informa o governo japonês de sua operação militar. Cerca de 2 465 soldados chineses foram transportados para a Coreia em dias.
- 8 de junhode 1894:cerca de 4 000 soldados japoneses e 500 fuzileiros navais aterrissam em Jelmupo, apesar dos protestos coreanos e chineses.
- 11 de junho de 1894: Fim da rebelião Tonghak.
- 13 de junho de 1894: O governo japonês manda telégrafos para o comandante das forças japonesas na Coreia, Otori Keisuke, para permanecer na Coreia por mais tempo quanto possível, apesar do fim da rebelião.
- 16 de junho de 1894: O Ministro dos Negócios Estrangeiros japonês Mutsu Munemitsu encontra-se com Wang Fengzao, o embaixador chinês no Japão, para discutir o futuro estatuto da Coreia. Wang afirma que o governo chinês pretende retirar da Coreia depois da rebelião ser reprimida e espera que o Japão faça o mesmo. No entanto, a China também nomeia um residente para cuidar dos interesses chineses na Coreia e de reafirmar o status tradicional da Coreia como subserviente à China.
- 22 de junho de 1894: mais tropas japonesas chegam à Coreia.
- 3 de julho de 1894: Otori propõe reformas do sistema político coreano, que é rejeitada pelos conservadores e coreanos que apoiavam um governo chinês.
- 7 de julho de 1894: A mediação entre a China e o Japão, organizada pelo embaixador britânico para a China, fracassa.
- 19 de julho de 1894: Criação da Frota comum japonesa, composta por quase todos os navios da Marinha Imperial Japonesa, em preparação para a guerra que se avizinha.
- 23 de julho de 1894: Tropas japonesas entram em Seul, capturam o imperador coreano e estabeleceram um novo governo pró-japonês, que encerra todos os tratados sino-coreanos e concede ao Exército Imperial Japonês o direito de expulsar as tropas do Exército de Beiyang da Coreia.

## Eventos durante a guerra

### Movimentos de Abertura

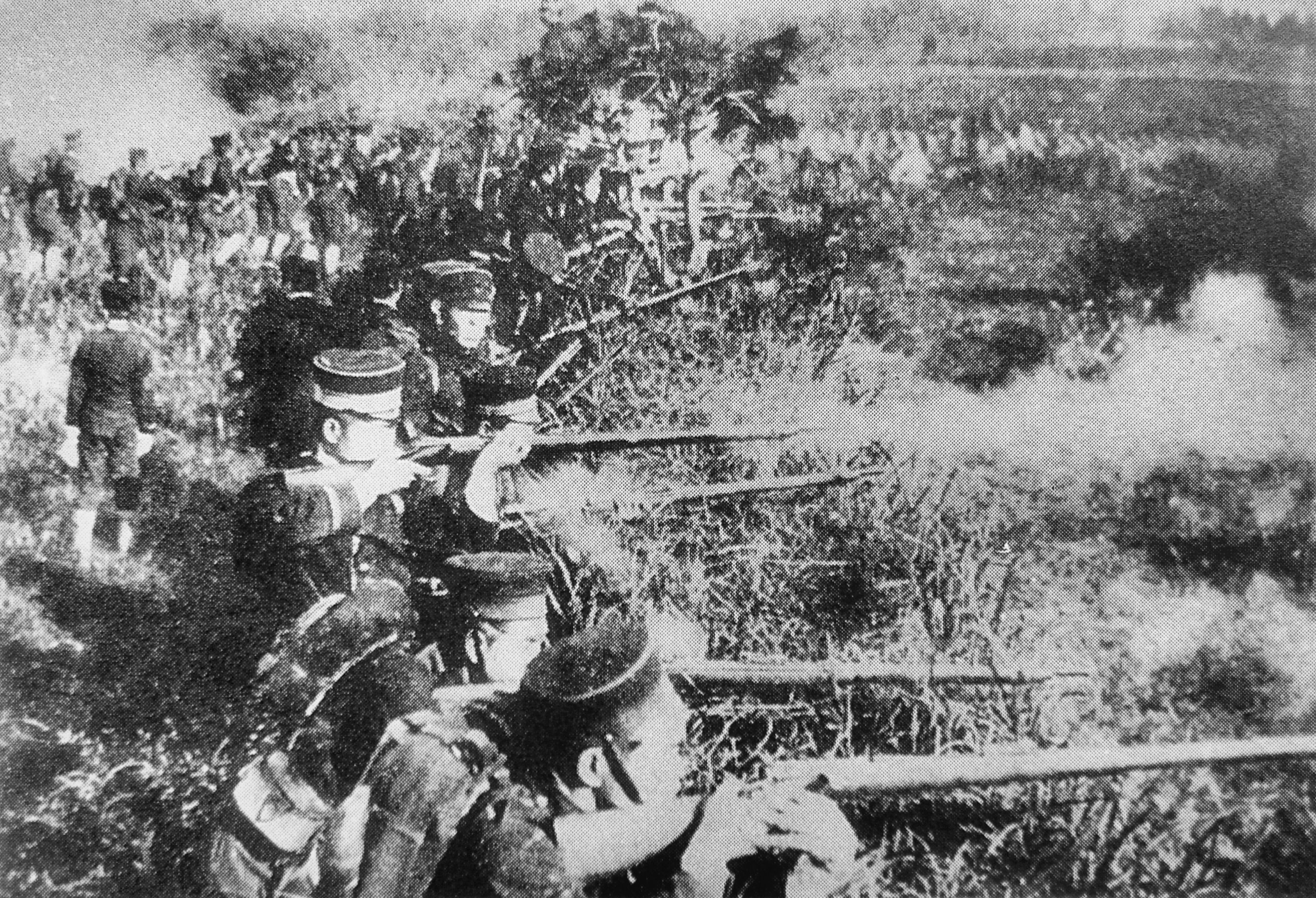
Soldados japoneses em combate, em 1894.

Em Julho de 1894, as forças chinesas na Coreia foram numeradas em 3 000 - 3 500 e só poderiam ser fornecidos por via marítima através da Baía de Asan. O objetivo japonês foi primeiro bloquear os chineses em Asan e cercá-los com suas forças por terra.

### Conflito na Coreia
Encomendado pelo novo governo coreano pró-japonês para expulsar as forças chinesas em território coreano pela força, o major-general Oshima Yoshimasa levou brigadas mistas japonesas com cerca de 4 000 homens em uma rápida marcha em direção ao sul de Seul para enfrentar 3 500 soldados da guarnição militar chinesa. Em 28 de julho de 1894, as duas forças se encontraram em um combate que durou até 07:30 horas da manhã seguinte. Os chineses foram perdendo terreno para os japoneses e fugiram para Pyongyang. As vítimas chinesas chegaram a 500 mortos e feridos, em comparação com 82 vítimas japonesas.
A Guerra entre a China e o Japão foi declarada oficialmente em 1 de Agosto de 1894. As restantes forças chinesas na Coreia, em 4 de agosto, recuaram para a cidade nortista de Pyongyang, onde se juntaram às tropas enviadas da China. Os 13 000 - 15 000 defensores fizeram reparos e preparações para a cidade, na esperança de frear o avanço japonês. No dia 15 de Setembro de 1894, o Exército Imperial Japonês convergiu para Pyongyang de várias direções. O exercito japonês assaltou a cidade e, eventualmente, derrotou o chinês por um ataque a partir da retaguarda e os defensores se renderam. No entanto, aproveitando-se de fortes chuvas e com a cobertura da escuridão, as tropas restantes marcharam para fora da Coreia do Norte e rumaram em direção à costa nordeste e à cidade de Uiju. Houve 2 000 mortos e cerca de 4 000 feridos para o exército chinês, enquanto o japonês teve 102 mortos, 433 feridos e 33 desaparecidos. Todo o exército japonês entrou na cidade de Pyongyang no início da manhã de 16 de Setembro de 1894.

### Derrota da frota Beiyang
A Marinha Imperial Japonesa destruiu 8 dos 10 navios de guerra da frota Beiyang ao largo da foz do rio Yalu em 17 de Setembro de 1894. O comando do Japão no mar estava assegurado. Os chineses, entretanto, foram capazes de enviar 4 500 soldados para perto do rio Yalu.

### Invasão da Manchúria
Com a derrota em Pyongyang, o exército chinês abandonou a Coreia do Norte e assumiu posições defensivas em fortificações ao longo de seu lado do rio Yalu, perto de Jiuliangcheng. Depois de receber reforços a 10 de outubro, os japoneses rapidamente empurrada para o norte para a Manchúria. Na noite de 24 de outubro de 1894, os japoneses atravessaram o Yalu sem serem detectados, por erguer uma ponte de barcas. Na tarde seguinte, de 25 de Outubro, às 5h00, eles assaltaram o posto de Hushan, a leste de Jiuliangcheng. Às 22h30, os defensores abandonaram suas posições e no dia seguinte eles estavam em plena retirada de Jiuliangcheng. Com a captura de Jiuliangcheng, Yamagata Geral do Exército ocupou a cidade vizinha de Dandong, enquanto para o norte, os elementos em retirada do Exército Beiyang atearam fogo à cidade de Fengcheng. O exército  japonês estabeleceu uma posição firme sobre território chinês com apenas 4 mortos e 140 feridos. O exército japonês, em seguida, dividiu-se em dois gruposː a 5 ª Divisão Geral de Michitsura avançou para a cidade de Mukden e a 3ª Divisão Provincial, do tenente-geral Katsura Taro, perseguiu as forças chinesas em direção ao oeste, ao longo da Península Liaodong.
Em dezembro, a 3 ª Divisão Provincial tinha capturado as cidades de Ta-kau-tung, Ta-ku-shan, Xiuyan, Tomu-cheng, Hai-Cheng e Kang-wa-seh. A 5 ª Divisão Provincial marchou contra um severo inverno manchu para Mukden.
O 2º exército japonês, sob o comando de Oyama Iwao, desembarcou na costa sul da Península de Liaodong em 24 de outubro e, rapidamente, deslocou-se para capturar Kin-chow e Talienwan em 6 e 7 de Novembro. Era o cerco japonês previsto para o porto estratégico de Lushunkou.

### Queda de Lushunkou
Até 21 de Novembro de 1894, os japoneses tinham tomado a cidade de Lüshunkou (Port Arthur). O exército japonês massacrou milhares de civis da cidade de habitantes chineses, em um evento que veio a ser chamado de Massacre de Port Arthur. Até 10 de Dezembro de 1894, Kaipeng (Gaixian) caiu diante do 1º exército japonês.

### Queda de Weihaiwei e consequências
A frota chinesa posteriormente recuou por trás da fortificação Weihaiwei. No entanto, eles foram surpreendidos por forças terrestres japonesas, que submergidos defesas do porto. A batalha de Weihaiwei seria um cerco 23 dias com a terra e os componentes principais da marinha que ocorre entre 20 de janeiro e 12 de Fevereiro de 1895. Depois da queda Weihaiwei's em 12 de Fevereiro de 1895 e uma flexibilização das condições de inverno rigoroso, as tropas japonesas pressionado ainda mais para o sul da Manchúria e na China setentrional. Em março de 1895, os japoneses haviam fortificado lugares que comandou o mar se aproxima de Pequim. Esta seria a última grande batalha a ser travada. No entanto, numerosas escaramuças viriam a seguir. A Batalha de Yinkou foi travada nos arredores da cidade portuária de Yingkou, Manchúria, em 5 de Março de 1895.

### Ocupação das Ilhas Pescadores (Penghu Islands)
Em 23 de Março de 1895, forças japonesas atacaram as Ilhas Pescadores, ao largo da costa oeste de Taiwan. Em breve uma campanha quase sem derramamento de sangue e os japoneses derrotaram guarnição das ilhas Qing e ocuparam a cidade principal do Makung. Esta operação efetivamente impediu as forças chinesas de Taiwan de ser reforçada, e permitiu que os japoneses a pressionar para que a cessão de Taiwan nas negociações que levaram à conclusão do Tratado de Shimonoseki, em Abril de 1895.

## Fim da guerra
Com a derrota militar os chineses solicitaram o início de negociações, mas o início das negociações não foi fácil, pois o Japão rejeitou uma série de negociadores inicialmente indicados pela China, até que a China enviou o prestigiado Li Hongzhang à cidade japonesa de Shimonoseki. Durante as negociações, Li sofreu um atentado praticado por um nacionalista japonês, que envergonhou o governo japonês, e contribuiu para a redução de suas exigências. Segundo o Tratado de Shimonoseki, assinado em 17 de abril de 1895, a China reconheceu a independência total da Coreia, e portanto deixou de receber tributos daquele país, cedeu a Península de Liaodong (no sul da atual província de Liaoning, que incluía os Portos de Dalian e Lushun (Porto Artur)), Taiwan e as Ilhas Pescadores ao Japão "a perpetuidade". Além disso, a China foi obrigada a pagar uma pesada indenização de guerra. A China também assinou um tratado comercial que permita navios japoneses a operar no Rio Yangtze, para operar nos portos fábricas de tratado e abrir mais quatro portos ao comércio exterior. Porém, logo após ocorreu a Intervenção Tripla (Império Russo, Império Francês e Alemanha), que forçou o Japão a desistir da península de Liaodong em troca de uma indenização adicional.

### Invasão japonesa de Taiwan
Vários funcionários de Qing em Taiwan resolveram resistir a cessão de Taiwan para o Japão no âmbito do Tratado de Shimonoseki, e em 23 de Maio declarou o console a ser uma república independente. Em 29 de Maio, as forças japonesas do Almirante Motonori Kabayama desembarcou no norte de Taiwan, e em uma campanha de cinco meses derrotaram as forças republicanas e ocuparam as principais cidades da ilha. A campanha terminou eficazmente em 21 de Outubro de 1895, com a fuga de Liu Yung-fu, o segundo presidente republicano, e a rendição do republicano capital Tainan.

### Guerra de Reparações
Depois da guerra, de acordo com o estudioso chinês Jin Xide, o governo de Qing pagou um total de 340 000 000 taéis de prata para o Japão, tanto para as reparações de guerra quanto para troféu de guerra, equivalente a (então) 510 000 000 ienes japoneses, cerca de 6,4 vezes a receita do governo japonês. Da mesma forma, o estudioso japonês Ryoko Iechika calculou que o governo de Qing pagou um total de cerca de $ 21 000 000 (um terço da receita do governo Qing) em reparações de guerra ao Japão, ou cerca de 320 000 000 ienes japoneses, o equivalente a dois anos e meio de receita do governo japonês.

A delegação chinesa, chefiada pelo almirante Ding Ruchang e seus consultores estrangeiros, embarcou no navio japonês para negociar a rendição com o almirante Itoh Sukeyuki após a Batalha de Weihaiwei.

## Consequências
O sucesso japonês durante a guerra foi resultado da modernização e industrialização do país nas duas décadas anteriores. A guerra demonstrou a superioridade da tática e formação japonesas, resultado da adoção de um estilo militar ocidental. O Exército Imperial Japonês e a Marinha foram capazes de infligir uma sequência de derrotas aos chineses por meio de prospecção, resistência, estratégia e poder de organização. O prestígio do Japão subiu aos olhos do mundo. Sua vitória estabeleceu o país como uma grande potência regional (em poder, se não em tamanho), em condições de igualdade com o Ocidente. Tornou-se a potência dominante na Ásia.
A guerra revelou a ineficácia das políticas de governo da China, a corrupção do sistema de administração e comprovou o estado de deterioração da dinastia Qing (algo que tinha sido reconhecido décadas antes). Os sentimentos antiestrangeiros e agitação cresceram, e viriam a culminar na forma da Rebelião Boxer cinco anos depois. Ao longo do século XIX, a dinastia Qing foi incapaz de evitar a invasão estrangeira. Isto, juntamente com as chamadas para a reforma e a Rebelião Boxer, seriam os principais fatores que levariam à revolução de 1911 e à queda da dinastia Qing, em 1912.
Embora o Japão tivesse conseguido acabar com a influência chinesa sobre a Coreia, foi, relutantemente, forçado a abandonar a Península Liaodong (Port Arthur) em troca de uma indenização financeira. As potências europeias (Rússia, especialmente), apesar de não terem qualquer objecção às outras cláusulas do tratado, sentiam que o Japão não devia ganhar Port Arthur, pois elas tinham suas próprias ambições nessa parte do mundo. A Rússia convenceu a Alemanha e a França para se juntar a ela em aplicar a pressão diplomática sobre os japoneses, resultando na intervenção tripla de 23 de Abril de 1895.
Em 1898, a Rússia assinou um contrato de arrendamento de 25 anos na Península Liaodong e passou a configurar uma estação naval em Port Arthur. Isso enfureceu os japoneses, que estavam mais preocupados com a invasão russa na Coreia do que na Manchúria. Outras potências, como França, Alemanha e Grã-Bretanha, se aproveitaram da situação na China e ganharam concessões comerciais à custa do decadente Império Qing. Tsingtao e Kiaochow foi adquirida pela Alemanha, Kwang-Chou-Wan pela França e Weihaiwei pela Grã-Bretanha.
As tensões entre a Rússia e o Japão aumentaram nos anos após a Primeira Guerra Sino-Japonesa. Durante a Rebelião Boxer uma força de oito membros internacionais foi enviado para reprimir e sufocar a revolta, a Rússia enviou tropas para a Manchúria, como parte desta força. Após a supressão dos Boxers o governo russo concordou em desocupar a área. Contudo, em 1903, na realidade, aumentou o tamanho de suas forças na Manchúria. As negociações entre as duas nações (1901-1904) para estabelecer o reconhecimento mútuo das respectivas esferas de influência (Rússia sobre a Manchúria e do Japão sobre a Coreia) foram repetida e intencionalmente bloqueadas pelos russos. Eles acharam que eles eram fortes e confiantes o suficiente para não aceitar qualquer compromisso e acreditavam que o Japão não se atreveria a ir à guerra contra uma potência europeia. A Rússia também tinha intenções de usar a Manchúria como um trampolim para uma maior expansão dos seus interesses no Extremo Oriente.
Em 1902, o Japão formou uma aliança com a Grã-Bretanha nos termos do qual afirmou que se o Japão fosse à guerra no Extremo Oriente e que uma terceira potência entrasse na luta contra o Japão, a Grã-Bretanha, em seguida, viria a ajudar o governo japonês. Esta foi uma seleção para impedir a Alemanha ou a França de intervir militarmente em qualquer futura guerra com a Rússia. A razão britânica para aderir à aliança era verificar a propagação da expansão russa no Pacífico, que teria ameaçado os interesses britânicos. Aumentaram as tensões entre o Japão e a Rússia como resultado da falta de vontade da Rússia de entrar em um acordo e as perspectivas da Coreia cair sob o domínio da Rússia. Portanto, ao entrar em conflito com seus interesses e miná-lo, o Japão foi obrigado a tomar medidas. Este seria o fator decisivo e catalisador que levaria à guerra russo-japonesa de 1904-05.